# Chloephaga
Chloephaga – rodzaj ptaków z podrodziny kaczek (Anatinae) w rodzinie kaczkowatych (Anatidae).

## Zasięg występowania
Rodzaj obejmuje gatunki występujące w Ameryce Południowej.

## Morfologia
Długość ciała 45–72,5 cm; masa ciała samców 1620–3600 g, samic 1200–3050 g.

## Systematyka

### Etymologia
- Chloephaga (Chloepaga, Chloophaga): gr. χλοη khloe „młoda, zielona trawa”; -φαγος -phagos „jedzący”, od φαγειν phagein „jeść”[10].
- Taenidiestes (Taenidiesthes): gr. ταινιδιον tainidion „pas płótna, wstążka”, od zdrobnienia ταινια tainia „taśma”; εσθης esthēs „ubranie, odzież”[11]. Gatunek typowy: Anas antarctica J.F. Gmelin, 1789 (= Anas Hybrida Molina, 1782).
- Chloetrophus: gr. χλοη khloē „młoda zielona trawa”; τροφος trophos „żywiciel”, od τρεφω trephō „odżywiać się”[12]. Gatunek typowy: Chloephaga poliocephala P.L. Sclater, 1857.

### Podział systematyczny
Do rodzaju należą następujące gatunki:
- Chloephaga picta (J.F. Gmelin, 1789) – magelanka zmienna
- Chloephaga hybrida (G.I. Molina, 1782) – magelanka skalna
- Chloephaga poliocephala P.L. Sclater, 1857 – magelanka siwogłowa
- Chloephaga rubidiceps P.L. Sclater, 1861 – magelanka rudogłowa

Fragment kladogramu z uwzględnieniem gatunków z rodzaju Chloephaga:
|  | C. picta   |
|  |            |
|  | C. hybrida |
|  |            |

|  | C. poliocephala |
|  |                 |
|  | C. rubidiceps   |
|  |                 |

|  | C. picta   |
|  |            |
|  | C. hybrida |
|  |            |

|  | C. poliocephala |
|  |                 |
|  | C. rubidiceps   |
|  |                 |